# Волков, Михаил Иванович
Михаил Иванович Волков (1921—1987) — полковник Советской Армии, участник Великой Отечественной войны, Герой Советского Союза (1945).

## Биография
Михаил Волков родился 21 ноября 1921 года в деревне Морская Заимка (ныне — Партизанский район Красноярского края) в крестьянской семье. После окончания начальной школы работал в колхозе, был прицепщиком, затем трактористом. С 1939 года учился в школе техников железнодорожного транспорта. В 1942 году Волков был призван на службу в Рабоче-крестьянскую Красную Армию. В августе того же года окончил Томское артиллерийское училище. С декабря 1942 года — на фронтах Великой Отечественной войны. Принимал участие в боях на Западном, Брянском, Калининском, 1-м Прибалтийском, 3-м Белорусском фронтах. Три раза был ранен. Участвовал в боях на Жиздре, Орловской операции, боях под Невелем, Городокской, Белорусской, Гумбинненской операциях. К июлю 1944 года гвардии старший лейтенант Михаил Волков командовал батареей 35-го гвардейского артиллерийского полка 1-й гвардейской мотострелковой дивизии 11-й гвардейской армии 3-го Белорусского фронта. Отличился во время форсирования Немана.
14 июля 1944 года Волков одним из первых в своём подразделении переправился через Неман в районе города Алитуса Литовской ССР и огнём своей батареи содействовал успешному захвату советскими частями плацдарма на западном берегу реки.
Указом Президиума Верховного Совета СССР от 24 марта 1945 года за «образцовое выполнение боевых заданий командования на фронте борьбы с немецкими захватчиками и проявленные при этом мужество и героизм» гвардии старший лейтенант Михаил Волков был удостоен высокого звания Героя Советского Союза с вручением ордена Ленина и медали «Золотая Звезда» за номером 4210.
В дальнейшем участвовал в Инстербургско-Кёнигсбергской операции, штурме Кёнигсберга, боях на Земландском полуострове, в том числе за Пиллау. После окончания войны продолжил службу в Советской Армии, командовал батареей, дивизионом, полком 26-й гвардейской стрелковой дивизии. С 1961 года Волков был начальником отдела и военным комиссаром одного из районных военных комиссариатов Вильнюса. В 1972 году в звании полковника он был уволен в запас. Проживал в Вильнюсе, был пенсионером союзного значения. Похоронен в Вильнюсе на кладбище Антакальнё.
Был также награждён орденами Отечественной войны 1-й и 2-й степеней, а также рядом медалей.